# Jake O'Brien (cestista)
Jake O'Brien (Weymouth, 3 giugno 1989) è un cestista statunitense, professionista in NBDL e in Europa.

## Palmarès
- Campionato cipriota: 1

Keravnos: 2016-17